# ادواردو لوپز اوچوآ

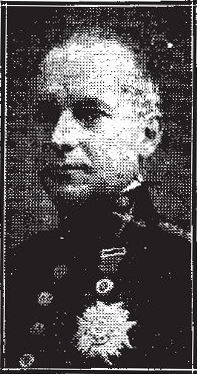
ادواردو لوپز اوچوآ (۱۹۳۰)

ادواردو لوپز اوچوآ و پورتوندو (۱۸۷۷، بارسلونا - ۱۹ اوت ۱۹۳۶) یک ژنرال اسپانیایی، آفریقایی برجسته بود. وی در بیشتر زندگی خود به عنوان یک جمهوری‌خواه سنتی شناخته شده بود و علیه دولت میگوئل پریمو ده ریورا توطئه کرد.

## زندگی‌نامه
با اعلام جمهوری دوم اسپانیا در سال ۱۹۳۱، لوپز اوچوآ توسط فرانسسک ماسیا به عنوان کاپیتان عمومی کاتالونیا منصوب شد. وی در اکتبر سال ۱۹۳۴ نیروها را به سرکوب قیام در استوریاس هدایت کرد، پس از آن که رهبر اعتصابگران استوریاس به زندان افتاد او به چپ‌ها خیانت کرد و به عنوان یک راست‌گرا خود را معرفی کرد. دشمنان چپ او به او "el verdugo de Asturias" ("قصاب استوریاس") لقب دادند. در همان زمان، افراد جناح راست به خاطر فراماسونری وی، ورود به مذاکره با کارگران معدن آستوریایی و مجازات سربازانی که به جرم افراط در خشونت وارد شده بودند، به او بی‌اعتماد شدند.
در آغاز جنگ داخلی اسپانیا، لوپز اوچوآ در بیمارستانی نظامی در کاربانشل به سر می‌برد و منتظر محاکمه بود، متهم به مسئولیت مرگ ۲۰ غیرنظامی در یک پادگان در اوییدو. با توجه به خشونت‌هایی که در سراسر مادرید رخ داده‌است، دولت تلاش کرد اوچوآ را از بیمارستان به مکان امن تری منتقل کند، اما دوبار توسط جمعیت متخاصم از این کار جلوگیری شد. تلاش سوم تحت عنوان اینکه اوچوآ قبلاً مرده بود، انجام شد، اما فاش شد و ژنرال را با خود بردند. در یک گزارش آمده‌است که یک آنارشیست او را از تابوتی که در آن دراز کشیده بود، بیرون کشید و در باغ بیمارستان به او تیراندازی کرد. سپس بقایای وی با تابلوی «این قصاب استوریاس است» نمایش داده شد.